# باول ويغين
باول ويغين (بالإنجليزية: Paul Wiggin)‏ هو لاعب كرة قدم أمريكية أمريكي، ولد في 18 نوفمبر 1934 في موديستو في الولايات المتحدة.

## وصلات خارجية
- باول ويغين على موقع مرجع كرة القدم المحترفة.كوم (الإنجليزية)